# Puerto Berrío (kommun)
Puerto Berrío är en kommun i Colombia.   Den ligger i departementet Antioquía, i den centrala delen av landet, 210 km norr om huvudstaden Bogotá. Antalet invånare är 38 953. Arean är 1 184 kvadratkilometer.
Terrängen i Puerto Berrío är kuperad åt nordväst, men åt sydost är den platt.